# Port lotniczy Makasar-Sultan Hasanuddin

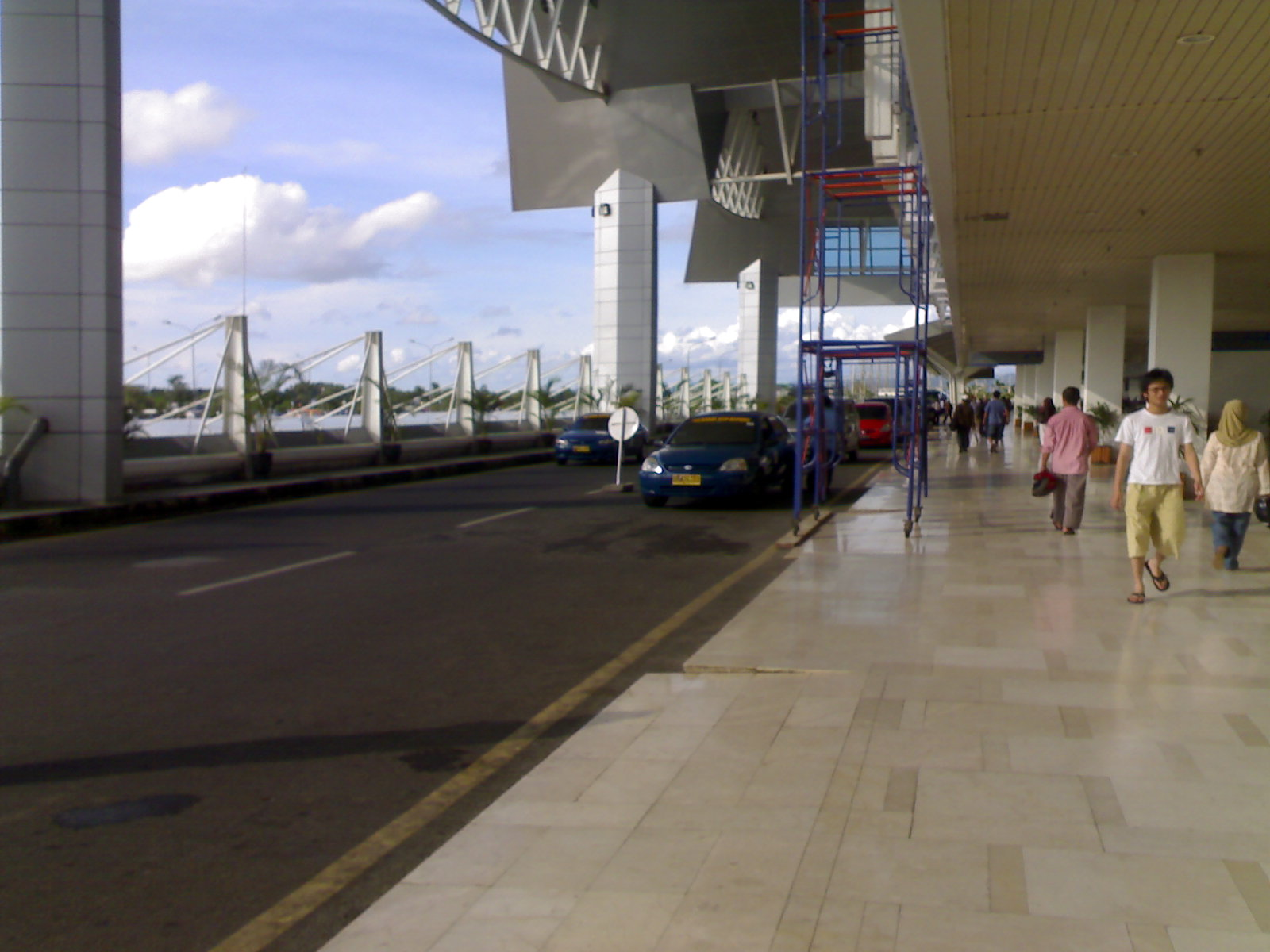
Strefa odlotów

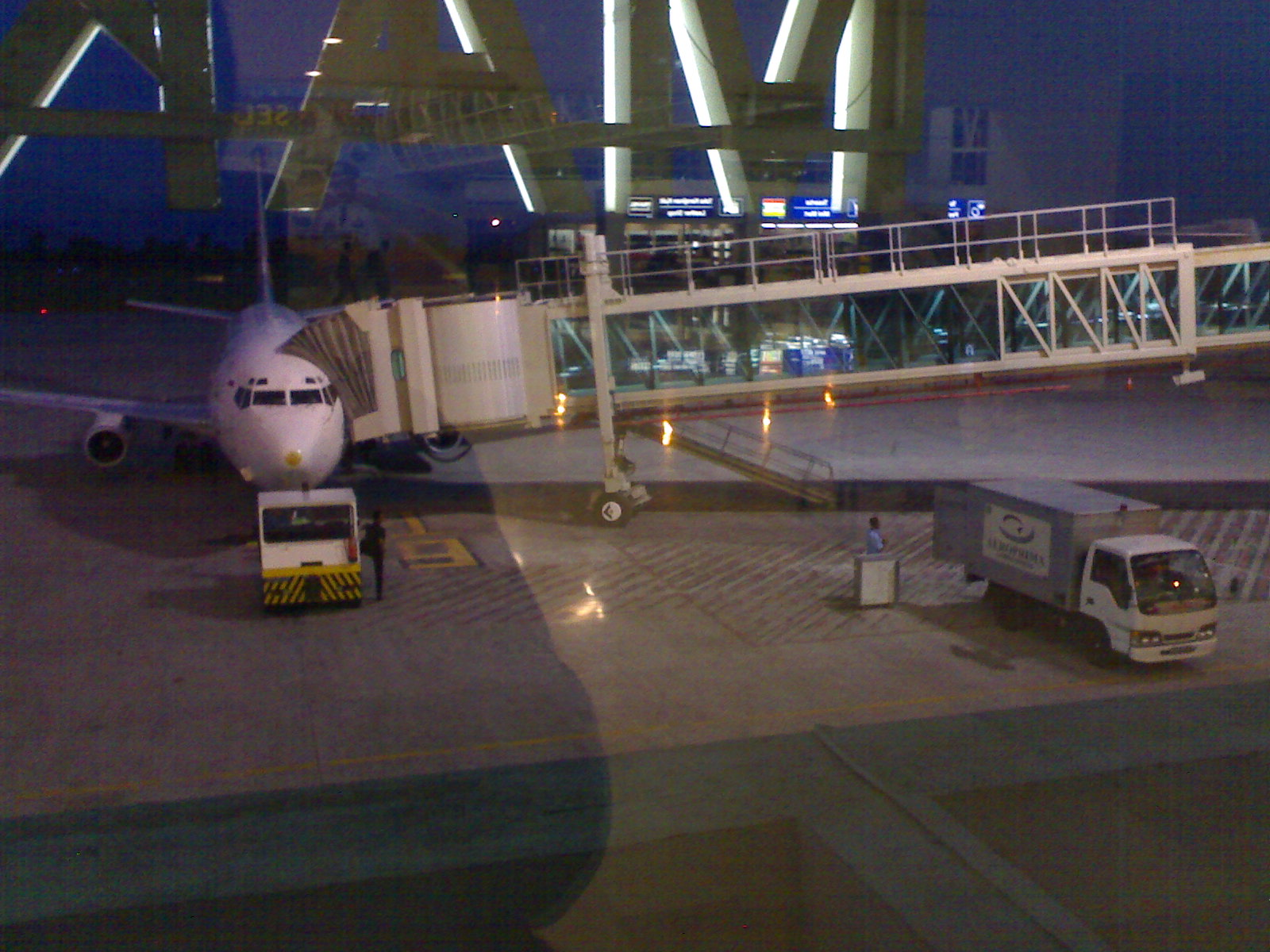
Jeden z 6 rękawów

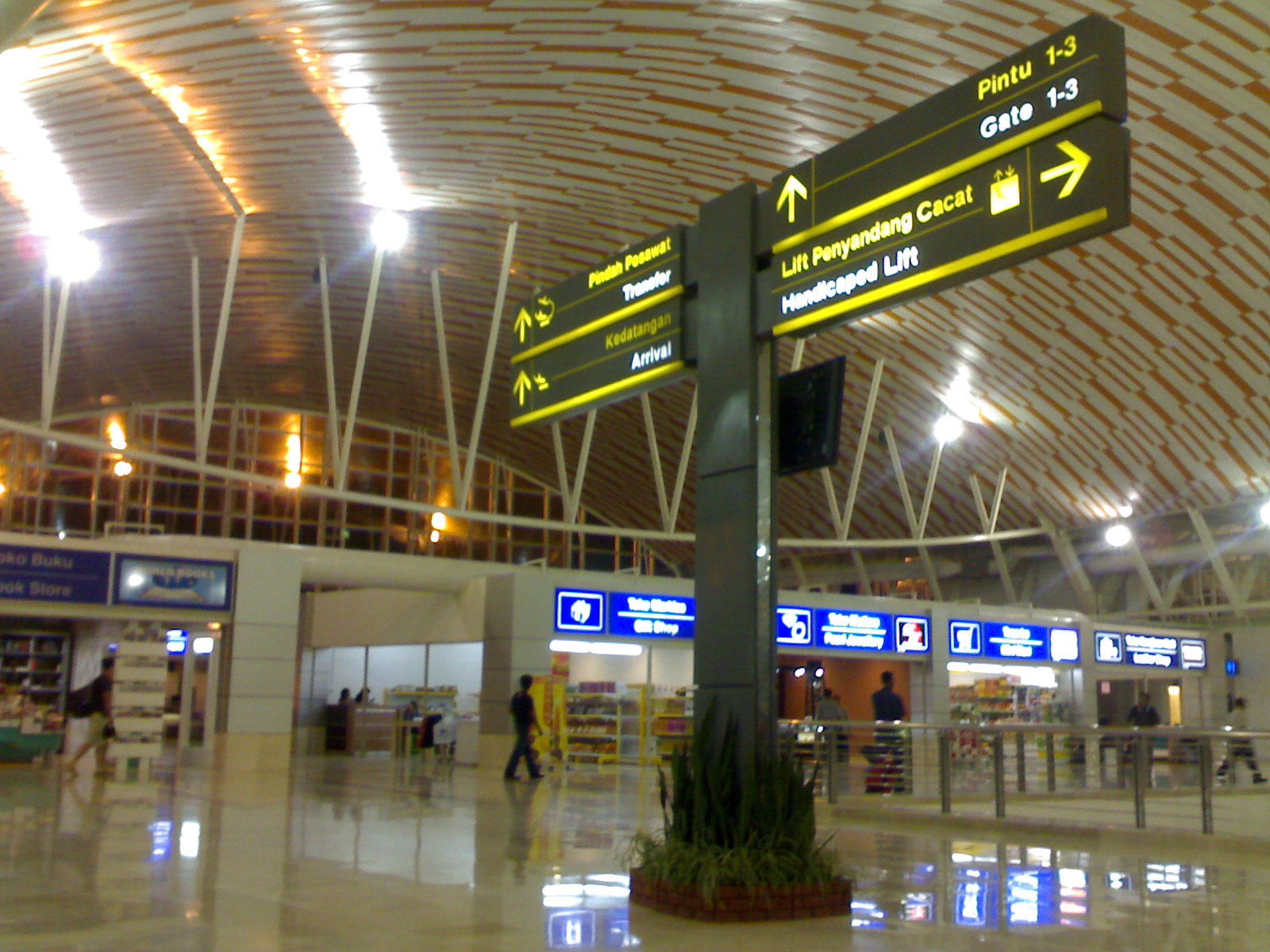
Hala odlotów

Port lotniczy Makasar-Sultan Hasanuddin (IATA: UPG, ICAO: WAAA) – port lotniczy położony 17 km na północny wschód od Makasaru, w prowincji Celebes Południowy, w Indonezji. Nowy terminal został otwarty 20 sierpnia 2008 roku. Lotnisko jest główną bramą dla lotów do wschodniej części Indonezji. Nazwane zostało na cześć sułtana Hasanuddin, sułtan Gowa, którzy walczył przeciwko Holenderskiej Kompanii Wschodnioindyjskiej w latach 60 XVII wieku.

## Położenie
Port lotniczy Makasar-Sultan Hasanuddin znajduje się na granicy Makasar i Maros, na przedmieściach Celebesu Południowego, około 15 minut (17 km) od miasta Makasar za pośrednictwem płatnej drogi lub 20 minut (23 km) poprzez zwykłe drogi.